# Нью-Йорк Ред Буллз II
Нью-Йорк Ред Буллз II (англ. New York Red Bulls II) — американський футбольний клуб з Гаррісона, Нью-Джерсі, заснований у 2015 році. Виступає в USL. Домашні матчі приймає на стадіоні «Соккер Парк на Пітцер Філд», місткістю 5 000 глядачів.
Є фарм-клубом ФК «Нью-Йорк Ред Буллз» та виступає у Східній конференції USL.

## Досягнення
- USL
  - Чемпіон: 2016
- Кубок чемпіонів USL
  - Володар: 2016